# Taula de símbols matemàtics
Símbols matemàtics s'utilitzen en matemàtica dins les fórmules i les proposicions. La taula següent en reporta una llista.
Per a cada símbol és precisat el nom, la pronúncia i la branca de les matemàtiques on és generalment utilitzat. Una definició informal i uns exemples són afegits.
| Símbol            | Nom                                                                                      | Significat | Exemples |
| Símbol            | Pronúncia                                                                                | Significat | Exemples |
| Símbol            | Branca                                                                                   | Significat | Exemples |
| ----------------- | ---------------------------------------------------------------------------------------- | --- | --- |
| ⇒                 | Implicació lògica                                                                        | {\displaystyle A\Rightarrow B} significa «si A és cert, llavors B és cert» i, de manera equivalent, «si B és fals, llavors A és fals» (si A és falsa, no es pot dir res de B). A vegades, s'utilitza {\displaystyle \rightarrow \,} en lloc de {\displaystyle \Rightarrow \,} | {\displaystyle x=2\Rightarrow x^{2}=4\,} és cert, però {\displaystyle x^{2}=4\Rightarrow x=2\,} és fals (puix que x= -2 és també una solució).                           |
| ⇒                 | «implica» o «si... llavors»                                                              | {\displaystyle A\Rightarrow B} significa «si A és cert, llavors B és cert» i, de manera equivalent, «si B és fals, llavors A és fals» (si A és falsa, no es pot dir res de B). A vegades, s'utilitza {\displaystyle \rightarrow \,} en lloc de {\displaystyle \Rightarrow \,} | {\displaystyle x=2\Rightarrow x^{2}=4\,} és cert, però {\displaystyle x^{2}=4\Rightarrow x=2\,} és fals (puix que x= -2 és també una solució).                           |
| ⇒                 | Lògica                                                                                   | {\displaystyle A\Rightarrow B} significa «si A és cert, llavors B és cert» i, de manera equivalent, «si B és fals, llavors A és fals» (si A és falsa, no es pot dir res de B). A vegades, s'utilitza {\displaystyle \rightarrow \,} en lloc de {\displaystyle \Rightarrow \,} | {\displaystyle x=2\Rightarrow x^{2}=4\,} és cert, però {\displaystyle x^{2}=4\Rightarrow x=2\,} és fals (puix que x= -2 és també una solució).                           |
| ⇔                 | Equivalència lògica                                                                      | {\displaystyle A\iff B} significa : «A és cert si B és cert i A és fals si B és fals». | {\displaystyle x+5=y+2\iff x+3=y\,} |
| ⇔                 | «si i només si» o «és equivalent a»                                                      | {\displaystyle A\iff B} significa : «A és cert si B és cert i A és fals si B és fals». | {\displaystyle x+5=y+2\iff x+3=y\,} |
| ⇔                 | Lògica                                                                                   | {\displaystyle A\iff B} significa : «A és cert si B és cert i A és fals si B és fals». | {\displaystyle x+5=y+2\iff x+3=y\,} |
| ∧                 | Conjunció lògica                                                                         | {\displaystyle A\wedge B} és cert quan A i B són certs i és fals si algun dels dos ho és. | {\displaystyle (n>2)\wedge (n<4)\iff (n=3)}, quan n és un enter natural                                                                                                  |
| ∧                 | «i»                                                                                      | {\displaystyle A\wedge B} és cert quan A i B són certs i és fals si algun dels dos ho és. | {\displaystyle (n>2)\wedge (n<4)\iff (n=3)}, quan n és un enter natural                                                                                                  |
| ∧                 | Lògica                                                                                   | {\displaystyle A\wedge B} és cert quan A i B són certs i és fals si algun dels dos ho és. | {\displaystyle (n>2)\wedge (n<4)\iff (n=3)}, quan n és un enter natural                                                                                                  |
| ∨                 | Disjunció lògica                                                                         | {\displaystyle A\vee B} és cert quan o A o B (o ambdós) són certs i és fals quan els dos són falsos. | {\displaystyle (n\leq 2)\vee (n\geq 4)\iff n\neq 3}, quan n és un enter natural                                                                                          |
| ∨                 | «o»                                                                                      | {\displaystyle A\vee B} és cert quan o A o B (o ambdós) són certs i és fals quan els dos són falsos. | {\displaystyle (n\leq 2)\vee (n\geq 4)\iff n\neq 3}, quan n és un enter natural                                                                                          |
| ∨                 | Lògica                                                                                   | {\displaystyle A\vee B} és cert quan o A o B (o ambdós) són certs i és fals quan els dos són falsos. | {\displaystyle (n\leq 2)\vee (n\geq 4)\iff n\neq 3}, quan n és un enter natural                                                                                          |
| ¬                 | Negació lògica                                                                           | {\displaystyle \neg A} és cert quan A és fals i fals quan A és cert. | {\displaystyle \neg (A\wedge B)\iff (\neg A)\vee (\neg B)} {\displaystyle x\notin S\iff \neg (x\in S)}                                                                   |
| ¬                 | «no»                                                                                     | {\displaystyle \neg A} és cert quan A és fals i fals quan A és cert. | {\displaystyle \neg (A\wedge B)\iff (\neg A)\vee (\neg B)} {\displaystyle x\notin S\iff \neg (x\in S)}                                                                   |
| ¬                 | Lògica                                                                                   | {\displaystyle \neg A} és cert quan A és fals i fals quan A és cert. | {\displaystyle \neg (A\wedge B)\iff (\neg A)\vee (\neg B)} {\displaystyle x\notin S\iff \neg (x\in S)}                                                                   |
| ∀                 | Quantificador universal                                                                  | {\displaystyle \forall x\in \mathbb {R} ,P(x)} significa : «P(x) és cert per qualsevol valor real que prengui x». | {\displaystyle \forall n\in \mathbb {N} ,n^{2}\geq n} |
| ∀                 | «Per a tot», «per a qualsevol»                                                           | {\displaystyle \forall x\in \mathbb {R} ,P(x)} significa : «P(x) és cert per qualsevol valor real que prengui x». | {\displaystyle \forall n\in \mathbb {N} ,n^{2}\geq n} |
| ∀                 | Lògica                                                                                   | {\displaystyle \forall x\in \mathbb {R} ,P(x)} significa : «P(x) és cert per qualsevol valor real que prengui x». | {\displaystyle \forall n\in \mathbb {N} ,n^{2}\geq n} |
| ∃                 | Quantificador existencial                                                                | {\displaystyle \exists x\in \mathbb {R} :P(x)} significa : «existeix almenys un valor real de x per al qual P(x) és cert» | {\displaystyle \exists n\in \mathbb {N} ,n+5=2\cdot n} (n=5 n'és de fet la resposta)                                                                                     |
| ∃                 | «existeix»                                                                               | {\displaystyle \exists x\in \mathbb {R} :P(x)} significa : «existeix almenys un valor real de x per al qual P(x) és cert» | {\displaystyle \exists n\in \mathbb {N} ,n+5=2\cdot n} (n=5 n'és de fet la resposta)                                                                                     |
| ∃                 | Lògica                                                                                   | {\displaystyle \exists x\in \mathbb {R} :P(x)} significa : «existeix almenys un valor real de x per al qual P(x) és cert» | {\displaystyle \exists n\in \mathbb {N} ,n+5=2\cdot n} (n=5 n'és de fet la resposta)                                                                                     |
| ∃!                | Quantificador d'unicitat                                                                 | {\displaystyle \exists \,!x\in \mathbb {R} :P(x)} significa : «existeix un únic valor real de x tal que P(x) és cert» | {\displaystyle \exists \,!n\in \mathbb {N} ,n+5=2\cdot n} (n=5 n'és de fet la resposta)                                                                                  |
| ∃!                | «existeix exactament un»                                                                 | {\displaystyle \exists \,!x\in \mathbb {R} :P(x)} significa : «existeix un únic valor real de x tal que P(x) és cert» | {\displaystyle \exists \,!n\in \mathbb {N} ,n+5=2\cdot n} (n=5 n'és de fet la resposta)                                                                                  |
| ∃!                | Lògica                                                                                   | {\displaystyle \exists \,!x\in \mathbb {R} :P(x)} significa : «existeix un únic valor real de x tal que P(x) és cert» | {\displaystyle \exists \,!n\in \mathbb {N} ,n+5=2\cdot n} (n=5 n'és de fet la resposta)                                                                                  |
| =                 | igualtat                                                                                 | {\displaystyle x=y} significa : «x i y indiquen el mateix objecte matemàtic» | {\displaystyle 1+2=6-3} |
| =                 | «és igual»                                                                               | {\displaystyle x=y} significa : «x i y indiquen el mateix objecte matemàtic» | {\displaystyle 1+2=6-3} |
| =                 | qualsevol branca                                                                         | {\displaystyle x=y} significa : «x i y indiquen el mateix objecte matemàtic» | {\displaystyle 1+2=6-3} |
| ≠                 | Desigualtat                                                                              | {\displaystyle x\not =y} significa : «x i y no indiquen el mateix objecte matemàtic». En suports informàtics també s'indica != i <>. | {\displaystyle 1+2\not =6-4} |
| ≠                 | «no és igual a» «és diferent de»                                                         | {\displaystyle x\not =y} significa : «x i y no indiquen el mateix objecte matemàtic». En suports informàtics també s'indica != i <>. | {\displaystyle 1+2\not =6-4} |
| ≠                 | qualsevol branca                                                                         | {\displaystyle x\not =y} significa : «x i y no indiquen el mateix objecte matemàtic». En suports informàtics també s'indica != i <>. | {\displaystyle 1+2\not =6-4} |
| := ≡ :⇔           | Definició                                                                                | {\displaystyle x:=y} significa : «x és definit en tant que un altre nom de y» {\displaystyle P:\iff Q} significa : «P és definit en tant que lògicament equivalent a Q». ≡ també pot significar congruència. | {\displaystyle cosh(x):={1 \over 2}\left(e^{x}+e^{-x}\right)} (cosinus hiperbòlic) {\displaystyle A\oplus B:\iff (A\vee B)\wedge \neg (A\wedge B)} (Disjunció exclusiva) |
| := ≡ :⇔           | «és definit com a»                                                                       | {\displaystyle x:=y} significa : «x és definit en tant que un altre nom de y» {\displaystyle P:\iff Q} significa : «P és definit en tant que lògicament equivalent a Q». ≡ també pot significar congruència. | {\displaystyle cosh(x):={1 \over 2}\left(e^{x}+e^{-x}\right)} (cosinus hiperbòlic) {\displaystyle A\oplus B:\iff (A\vee B)\wedge \neg (A\wedge B)} (Disjunció exclusiva) |
| := ≡ :⇔           | qualsevol branca                                                                         | {\displaystyle x:=y} significa : «x és definit en tant que un altre nom de y» {\displaystyle P:\iff Q} significa : «P és definit en tant que lògicament equivalent a Q». ≡ també pot significar congruència. | {\displaystyle cosh(x):={1 \over 2}\left(e^{x}+e^{-x}\right)} (cosinus hiperbòlic) {\displaystyle A\oplus B:\iff (A\vee B)\wedge \neg (A\wedge B)} (Disjunció exclusiva) |
| {, }              | Conjunt definit analíticament                                                            | {\displaystyle \{a,b,c\}} individualitza el conjunt del qual els elements són a, b, i c | {\displaystyle \mathbb {N} =\{1,2,\ldots \}} (conjunt dels naturals) |
| {, }              | «El conjunt de ...»                                                                      | {\displaystyle \{a,b,c\}} individualitza el conjunt del qual els elements són a, b, i c | {\displaystyle \mathbb {N} =\{1,2,\ldots \}} (conjunt dels naturals) |
| {, }              | Teoria de conjunts                                                                       | {\displaystyle \{a,b,c\}} individualitza el conjunt del qual els elements són a, b, i c | {\displaystyle \mathbb {N} =\{1,2,\ldots \}} (conjunt dels naturals) |
| { \| } {; } { : } | Conjunt definit sintèticament                                                            | {\displaystyle \{x\;\|\;P(x)\}} individualitza el conjunt de tots els x que verifiquen P(x). Notacions equivalents: {\displaystyle \{x\;;\;P(x)\}} o {\displaystyle \{x:P(x)\}} | {\displaystyle \{n\in \mathbb {N} \;\|\;n^{2}<20\}=\{1,2,3,4\}} |
| { \| } {; } { : } | «el conjunt de tots els ... que verifiquen...»                                           | {\displaystyle \{x\;\|\;P(x)\}} individualitza el conjunt de tots els x que verifiquen P(x). Notacions equivalents: {\displaystyle \{x\;;\;P(x)\}} o {\displaystyle \{x:P(x)\}} | {\displaystyle \{n\in \mathbb {N} \;\|\;n^{2}<20\}=\{1,2,3,4\}} |
| { \| } {; } { : } | Teoria de conjunts                                                                       | {\displaystyle \{x\;\|\;P(x)\}} individualitza el conjunt de tots els x que verifiquen P(x). Notacions equivalents: {\displaystyle \{x\;;\;P(x)\}} o {\displaystyle \{x:P(x)\}} | {\displaystyle \{n\in \mathbb {N} \;\|\;n^{2}<20\}=\{1,2,3,4\}} |
| ∅ { }             | Conjunt buit                                                                             | {\displaystyle \{\}} i {\displaystyle \emptyset } indiquen conjunt buit, el conjunt que no té elements. | {\displaystyle \{n\in \mathbb {N} \;\|\;1<n^{2}<4\}=\emptyset } |
| ∅ { }             | «Conjunt buit»                                                                           | {\displaystyle \{\}} i {\displaystyle \emptyset } indiquen conjunt buit, el conjunt que no té elements. | {\displaystyle \{n\in \mathbb {N} \;\|\;1<n^{2}<4\}=\emptyset } |
| ∅ { }             | Teoria de conjunts                                                                       | {\displaystyle \{\}} i {\displaystyle \emptyset } indiquen conjunt buit, el conjunt que no té elements. | {\displaystyle \{n\in \mathbb {N} \;\|\;1<n^{2}<4\}=\emptyset } |
| ∈ ∉               | Pertinença (o no) a un conjunt                                                           | {\displaystyle a\in S} significa : «a és un element del conjunt S» {\displaystyle a\notin S} significa : «a no és un element de S» | {\displaystyle 2\in \mathbb {N} } {\displaystyle {1 \over 2}\notin \mathbb {N} }                                                                                         |
| ∈ ∉               | «pertany a», «és element de», «és en». «no pertany a», «no és un element de», «no és en» | {\displaystyle a\in S} significa : «a és un element del conjunt S» {\displaystyle a\notin S} significa : «a no és un element de S» | {\displaystyle 2\in \mathbb {N} } {\displaystyle {1 \over 2}\notin \mathbb {N} }                                                                                         |
| ∈ ∉               | Teoria de conjunts                                                                       | {\displaystyle a\in S} significa : «a és un element del conjunt S» {\displaystyle a\notin S} significa : «a no és un element de S» | {\displaystyle 2\in \mathbb {N} } {\displaystyle {1 \over 2}\notin \mathbb {N} }                                                                                         |
| ⊂ ⊆               | Subconjunt                                                                               | {\displaystyle A\subseteq B} significa : «cada element de A és també un element de B» Generalment, {\displaystyle A\subset B} té el mateix significat, tot i que a vegades s'utilitza com per a representar un subconjunt propi. Per a representar que un conjunt conté un altre s'utilitzen ⊇ i ⊃. | {\displaystyle (A\cap B)\subseteq A} {\displaystyle \mathbb {R} \supseteq \mathbb {Q} }                                                                                  |
| ⊂ ⊆               | «és un subconjunt (una part) de ...», «és contingut en...»                               | {\displaystyle A\subseteq B} significa : «cada element de A és també un element de B» Generalment, {\displaystyle A\subset B} té el mateix significat, tot i que a vegades s'utilitza com per a representar un subconjunt propi. Per a representar que un conjunt conté un altre s'utilitzen ⊇ i ⊃. | {\displaystyle (A\cap B)\subseteq A} {\displaystyle \mathbb {R} \supseteq \mathbb {Q} }                                                                                  |
| ⊂ ⊆               | Teoria de conjunts                                                                       | {\displaystyle A\subseteq B} significa : «cada element de A és també un element de B» Generalment, {\displaystyle A\subset B} té el mateix significat, tot i que a vegades s'utilitza com per a representar un subconjunt propi. Per a representar que un conjunt conté un altre s'utilitzen ⊇ i ⊃. | {\displaystyle (A\cap B)\subseteq A} {\displaystyle \mathbb {R} \supseteq \mathbb {Q} }                                                                                  |
| ⊊ ⊂               | Subconjunt propi o estricte                                                              | {\displaystyle A\subsetneq B} significa {\displaystyle A\subseteq B} i {\displaystyle A\neq B}. Rarament s'utilitza {\displaystyle A\subset B} per a dir el mateix. | {\displaystyle \mathbb {N} \subsetneq \mathbb {Q} } {\displaystyle \mathbb {R} \supsetneq \mathbb {Q} }                                                                  |
| ⊊ ⊂               | «és un subconjunt propi de ...», «és estrictement inclòs en...»                          | {\displaystyle A\subsetneq B} significa {\displaystyle A\subseteq B} i {\displaystyle A\neq B}. Rarament s'utilitza {\displaystyle A\subset B} per a dir el mateix. | {\displaystyle \mathbb {N} \subsetneq \mathbb {Q} } {\displaystyle \mathbb {R} \supsetneq \mathbb {Q} }                                                                  |
| ⊊ ⊂               | Teoria de conjunts                                                                       | {\displaystyle A\subsetneq B} significa {\displaystyle A\subseteq B} i {\displaystyle A\neq B}. Rarament s'utilitza {\displaystyle A\subset B} per a dir el mateix. | {\displaystyle \mathbb {N} \subsetneq \mathbb {Q} } {\displaystyle \mathbb {R} \supsetneq \mathbb {Q} }                                                                  |
| ∪                 | Unió                                                                                     | {\displaystyle A\cup B} indica el conjunt que conté tots els elements de A i de B i només aquells. | {\displaystyle A\subseteq B\iff A\cup B=B} |
| ∪                 | «Unió de ...», «reunió de ...», «... unió ...»                                           | {\displaystyle A\cup B} indica el conjunt que conté tots els elements de A i de B i només aquells. | {\displaystyle A\subseteq B\iff A\cup B=B} |
| ∪                 | Teoria de conjunts                                                                       | {\displaystyle A\cup B} indica el conjunt que conté tots els elements de A i de B i només aquells. | {\displaystyle A\subseteq B\iff A\cup B=B} |
| ∩                 | Intersecció                                                                              | {\displaystyle A\cap B} indica el conjunt dels elements que pertanyen alhora a A i a B, és a dir els elements que els conjunts A i B tenen en comú. | {\displaystyle \{x\in \mathbb {R} \;\|\;x^{2}=1\}\cap \mathbb {N} =\{1\}}                                                                                                |
| ∩                 | «Intersecció de ... i de ...»                                                            | {\displaystyle A\cap B} indica el conjunt dels elements que pertanyen alhora a A i a B, és a dir els elements que els conjunts A i B tenen en comú. | {\displaystyle \{x\in \mathbb {R} \;\|\;x^{2}=1\}\cap \mathbb {N} =\{1\}}                                                                                                |
| ∩                 | Teoria de conjunts                                                                       | {\displaystyle A\cap B} indica el conjunt dels elements que pertanyen alhora a A i a B, és a dir els elements que els conjunts A i B tenen en comú. | {\displaystyle \{x\in \mathbb {R} \;\|\;x^{2}=1\}\cap \mathbb {N} =\{1\}}                                                                                                |
| ∖                 | Diferència                                                                               | {\displaystyle A\setminus B} indica el conjunt de tots els elements de A que no pertanyen a B. | {\displaystyle \{1,2,3,4\}\setminus \{3,4,5,6\}=\{1,2\}} |
| ∖                 | «diferència de ... i ...», «... menys ...»                                               | {\displaystyle A\setminus B} indica el conjunt de tots els elements de A que no pertanyen a B. | {\displaystyle \{1,2,3,4\}\setminus \{3,4,5,6\}=\{1,2\}} |
| ∖                 | Teoria de conjunts                                                                       | {\displaystyle A\setminus B} indica el conjunt de tots els elements de A que no pertanyen a B. | {\displaystyle \{1,2,3,4\}\setminus \{3,4,5,6\}=\{1,2\}} |
| () [ ] { }        | Associativitat;                                                                          | S'utilitza per a indicar en una fórmula que unes operacions s'han d'executar amb preferència. Així, {\displaystyle a+(b+c)} vol dir que primer s'ha d'executar {\displaystyle b+c} i posteriorment fer {\displaystyle a+}aquest resultat. | {\displaystyle {({8 \over 4}) \over 2}={2 \over 2}=1}, però {\displaystyle {8 \over ({4 \over 2})}={8 \over 2}=4}                                                        |
| () [ ] { }        | no es llegeix o es diu «parèntesi»                                                       | S'utilitza per a indicar en una fórmula que unes operacions s'han d'executar amb preferència. Així, {\displaystyle a+(b+c)} vol dir que primer s'ha d'executar {\displaystyle b+c} i posteriorment fer {\displaystyle a+}aquest resultat. | {\displaystyle {({8 \over 4}) \over 2}={2 \over 2}=1}, però {\displaystyle {8 \over ({4 \over 2})}={8 \over 2}=4}                                                        |
| () [ ] { }        | qualsevol branca                                                                         | S'utilitza per a indicar en una fórmula que unes operacions s'han d'executar amb preferència. Així, {\displaystyle a+(b+c)} vol dir que primer s'ha d'executar {\displaystyle b+c} i posteriorment fer {\displaystyle a+}aquest resultat. | {\displaystyle {({8 \over 4}) \over 2}={2 \over 2}=1}, però {\displaystyle {8 \over ({4 \over 2})}={8 \over 2}=4}                                                        |
| () [ ] { }        | Funció, aplicació;                                                                       | f(x) indica la imatge de l'element x mitjançant la funció f. | Si {\displaystyle f:\mathbb {R} \to \mathbb {R} } és definida com a {\displaystyle f(x):=x^{2}}, llavors f(3) = 3² = 9                                                   |
| () [ ] { }        | «de»                                                                                     | f(x) indica la imatge de l'element x mitjançant la funció f. | Si {\displaystyle f:\mathbb {R} \to \mathbb {R} } és definida com a {\displaystyle f(x):=x^{2}}, llavors f(3) = 3² = 9                                                   |
| () [ ] { }        | qualsevol branca                                                                         | f(x) indica la imatge de l'element x mitjançant la funció f. | Si {\displaystyle f:\mathbb {R} \to \mathbb {R} } és definida com a {\displaystyle f(x):=x^{2}}, llavors f(3) = 3² = 9                                                   |
| →                 | Funció                                                                                   | {\displaystyle f:X\to Y} significa que la funció f va de X en Y, o que té X com a conjunt de definició (domini) i Y com a conjunt d'arribada (codomini). | Considerem la funció {\displaystyle f:\mathbb {Z} \to \mathbb {Z} } definida mitjançant {\displaystyle x\mapsto f(x):=x^{2}}                                             |
| →                 | «de ... a», «de ... dins», «de ... sobre ...»                                            | {\displaystyle f:X\to Y} significa que la funció f va de X en Y, o que té X com a conjunt de definició (domini) i Y com a conjunt d'arribada (codomini). | Considerem la funció {\displaystyle f:\mathbb {Z} \to \mathbb {Z} } definida mitjançant {\displaystyle x\mapsto f(x):=x^{2}}                                             |
| →                 | qualsevol branca                                                                         | {\displaystyle f:X\to Y} significa que la funció f va de X en Y, o que té X com a conjunt de definició (domini) i Y com a conjunt d'arribada (codomini). | Considerem la funció {\displaystyle f:\mathbb {Z} \to \mathbb {Z} } definida mitjançant {\displaystyle x\mapsto f(x):=x^{2}}                                             |
| ↦                 | Funció                                                                                   | {\displaystyle x\mapsto f(x)} significa que la variable x té per imatge {\displaystyle f(x)}. | En lloc d'escriure que f és definida mitjançant f(x) = x², podem escriure també {\displaystyle f\colon x\mapsto x^{2}}                                                   |
| ↦                 | «és manat sobre», «té per imatge»                                                        | {\displaystyle x\mapsto f(x)} significa que la variable x té per imatge {\displaystyle f(x)}. | En lloc d'escriure que f és definida mitjançant f(x) = x², podem escriure també {\displaystyle f\colon x\mapsto x^{2}}                                                   |
| ↦                 | qualsevol branca                                                                         | {\displaystyle x\mapsto f(x)} significa que la variable x té per imatge {\displaystyle f(x)}. | En lloc d'escriure que f és definida mitjançant f(x) = x², podem escriure també {\displaystyle f\colon x\mapsto x^{2}}                                                   |
| ℕ                 | Conjunt dels nombres naturals                                                            | {\displaystyle \mathbb {N} } representa {\displaystyle \{0,1,2,3,\ldots \}}. | {\displaystyle \{\left\|a\right\|\;;a\in \mathbb {Z} \}\setminus \{0\}=\mathbb {N} }                                                                                     |
| ℕ                 | «N»                                                                                      | {\displaystyle \mathbb {N} } representa {\displaystyle \{0,1,2,3,\ldots \}}. | {\displaystyle \{\left\|a\right\|\;;a\in \mathbb {Z} \}\setminus \{0\}=\mathbb {N} }                                                                                     |
| ℕ                 | Nombres                                                                                  | {\displaystyle \mathbb {N} } representa {\displaystyle \{0,1,2,3,\ldots \}}. | {\displaystyle \{\left\|a\right\|\;;a\in \mathbb {Z} \}\setminus \{0\}=\mathbb {N} }                                                                                     |
| ℤ                 | Conjunt dels nombres enters                                                              | {\displaystyle \mathbb {Z} } representa {\displaystyle \{\ldots ,-3,-2,-1,0,1,2,3,\ldots \}}. | {\displaystyle \{a;\left\|a\right\|\in \mathbb {N} \}\cup \{0\}=\mathbb {Z} }                                                                                            |
| ℤ                 | «Z»                                                                                      | {\displaystyle \mathbb {Z} } representa {\displaystyle \{\ldots ,-3,-2,-1,0,1,2,3,\ldots \}}. | {\displaystyle \{a;\left\|a\right\|\in \mathbb {N} \}\cup \{0\}=\mathbb {Z} }                                                                                            |
| ℤ                 | Nombres                                                                                  | {\displaystyle \mathbb {Z} } representa {\displaystyle \{\ldots ,-3,-2,-1,0,1,2,3,\ldots \}}. | {\displaystyle \{a;\left\|a\right\|\in \mathbb {N} \}\cup \{0\}=\mathbb {Z} }                                                                                            |
| ℚ                 | Conjunt dels nombres racionals                                                           | {\displaystyle \mathbb {Q} } representa {\displaystyle \left\{{p \over q};p\in \mathbb {Z} \wedge q\in \mathbb {N} \right\}}. | {\displaystyle 3,14\in \mathbb {Q} } {\displaystyle \pi \notin \mathbb {Q} }                                                                                             |
| ℚ                 | «Q»                                                                                      | {\displaystyle \mathbb {Q} } representa {\displaystyle \left\{{p \over q};p\in \mathbb {Z} \wedge q\in \mathbb {N} \right\}}. | {\displaystyle 3,14\in \mathbb {Q} } {\displaystyle \pi \notin \mathbb {Q} }                                                                                             |
| ℚ                 | Nombres                                                                                  | {\displaystyle \mathbb {Q} } representa {\displaystyle \left\{{p \over q};p\in \mathbb {Z} \wedge q\in \mathbb {N} \right\}}. | {\displaystyle 3,14\in \mathbb {Q} } {\displaystyle \pi \notin \mathbb {Q} }                                                                                             |
| ℝ                 | Conjunt dels nombres reals                                                               | {\displaystyle \mathbb {R} } representa el conjunt dels límits de les successions de Cauchy de {\displaystyle \mathbb {Q} }. | {\displaystyle \pi \in \mathbb {R} } {\displaystyle i\notin \mathbb {R} } (i és el nombre complex tal que {\displaystyle i^{2}=-1})                                      |
| ℝ                 | «R»                                                                                      | {\displaystyle \mathbb {R} } representa el conjunt dels límits de les successions de Cauchy de {\displaystyle \mathbb {Q} }. | {\displaystyle \pi \in \mathbb {R} } {\displaystyle i\notin \mathbb {R} } (i és el nombre complex tal que {\displaystyle i^{2}=-1})                                      |
| ℝ                 | Nombres                                                                                  | {\displaystyle \mathbb {R} } representa el conjunt dels límits de les successions de Cauchy de {\displaystyle \mathbb {Q} }. | {\displaystyle \pi \in \mathbb {R} } {\displaystyle i\notin \mathbb {R} } (i és el nombre complex tal que {\displaystyle i^{2}=-1})                                      |
| ℂ                 | Conjunt dels nombres complexos                                                           | {\displaystyle \mathbb {C} } representa {\displaystyle \{a+b\cdot i\;\|\;a\in \mathbb {R} \wedge b\in \mathbb {R} \}} | {\displaystyle i\in \mathbb {C} } |
| ℂ                 | «C»                                                                                      | {\displaystyle \mathbb {C} } representa {\displaystyle \{a+b\cdot i\;\|\;a\in \mathbb {R} \wedge b\in \mathbb {R} \}} | {\displaystyle i\in \mathbb {C} } |
| ℂ                 | Nombres                                                                                  | {\displaystyle \mathbb {C} } representa {\displaystyle \{a+b\cdot i\;\|\;a\in \mathbb {R} \wedge b\in \mathbb {R} \}} | {\displaystyle i\in \mathbb {C} } |
| < >               | Desigualtat estricta                                                                     | {\displaystyle x<y} significa que x és estrictament menor a y. {\displaystyle x>y} significa que x és estrictament superior a y. | {\displaystyle x<y\iff y>x} |
| < >               | «és estrictament menor a», «és estrictament major a»                                     | {\displaystyle x<y} significa que x és estrictament menor a y. {\displaystyle x>y} significa que x és estrictament superior a y. | {\displaystyle x<y\iff y>x} |
| < >               | Relacions d'ordre                                                                        | {\displaystyle x<y} significa que x és estrictament menor a y. {\displaystyle x>y} significa que x és estrictament superior a y. | {\displaystyle x<y\iff y>x} |
| ≤ ≥               | Desigualtat ordinària                                                                    | {\displaystyle x\leq y} significa que x és més petit o igual a y. {\displaystyle x\geq y} significa que x és més gran o igual a y. | {\displaystyle x\geq 1\Rightarrow x^{2}\geq x} |
| ≤ ≥               | «és menor que», «és menor o igual a»; «és major que», «és major o igual a»               | {\displaystyle x\leq y} significa que x és més petit o igual a y. {\displaystyle x\geq y} significa que x és més gran o igual a y. | {\displaystyle x\geq 1\Rightarrow x^{2}\geq x} |
| ≤ ≥               | Relacions d'ordre                                                                        | {\displaystyle x\leq y} significa que x és més petit o igual a y. {\displaystyle x\geq y} significa que x és més gran o igual a y. | {\displaystyle x\geq 1\Rightarrow x^{2}\geq x} |
| +                 | Addició                                                                                  | 4 + 6 = 10 significa que si quatre és afegit a sis, llavors la suma o el resultat de l'addició és igual a deu. | 43 + 65 = 108 2 + 7 = 9 |
| +                 | «més»                                                                                    | 4 + 6 = 10 significa que si quatre és afegit a sis, llavors la suma o el resultat de l'addició és igual a deu. | 43 + 65 = 108 2 + 7 = 9 |
| +                 | Aritmètica                                                                               | 4 + 6 = 10 significa que si quatre és afegit a sis, llavors la suma o el resultat de l'addició és igual a deu. | 43 + 65 = 108 2 + 7 = 9 |
| -                 | Sostracció                                                                               | 9 - 4 = 5 significa que si es resta quatre de nou, llavors la resta és igual a 5. El signe menys pot també ésser posat immediatament a l'esquerra d'un nombre per a indicar que és negatiu. Per exemple, 5 + (-3) = 2 significa que si cinc i el nombre negatiu menys tres han estats afegits, llavors el resultat és igual a dos. | 36 - 5 = 31 |
| -                 | «menys»                                                                                  | 9 - 4 = 5 significa que si es resta quatre de nou, llavors la resta és igual a 5. El signe menys pot també ésser posat immediatament a l'esquerra d'un nombre per a indicar que és negatiu. Per exemple, 5 + (-3) = 2 significa que si cinc i el nombre negatiu menys tres han estats afegits, llavors el resultat és igual a dos. | 36 - 5 = 31 |
| -                 | Aritmètica                                                                               | 9 - 4 = 5 significa que si es resta quatre de nou, llavors la resta és igual a 5. El signe menys pot també ésser posat immediatament a l'esquerra d'un nombre per a indicar que és negatiu. Per exemple, 5 + (-3) = 2 significa que si cinc i el nombre negatiu menys tres han estats afegits, llavors el resultat és igual a dos. | 36 - 5 = 31 |
| ⋅ × *             | Producte                                                                                 | 3⋅2 = 6 significa que si tres és multiplicat per dos, llavors el resultat és igual a sis. Quan s'utilitzen constants o variables normalment no es posa, és a dir, 25a vol dir 25⋅a. També s'utilitzen els símbols × i *, el segon especialment en mitjans informàtics. Quan es tracta amb vectors, el símbol ⋅ representa el producte escalar i × el producte vectorial. Per a representar el producte cartesià també es fa servir exclusivament ×. | 36⋅11 = 396 |
| ⋅ × *             | «per»                                                                                    | 3⋅2 = 6 significa que si tres és multiplicat per dos, llavors el resultat és igual a sis. Quan s'utilitzen constants o variables normalment no es posa, és a dir, 25a vol dir 25⋅a. També s'utilitzen els símbols × i *, el segon especialment en mitjans informàtics. Quan es tracta amb vectors, el símbol ⋅ representa el producte escalar i × el producte vectorial. Per a representar el producte cartesià també es fa servir exclusivament ×. | 36⋅11 = 396 |
| ⋅ × *             | Aritmètica                                                                               | 3⋅2 = 6 significa que si tres és multiplicat per dos, llavors el resultat és igual a sis. Quan s'utilitzen constants o variables normalment no es posa, és a dir, 25a vol dir 25⋅a. També s'utilitzen els símbols × i *, el segon especialment en mitjans informàtics. Quan es tracta amb vectors, el símbol ⋅ representa el producte escalar i × el producte vectorial. Per a representar el producte cartesià també es fa servir exclusivament ×. | 36⋅11 = 396 |
| / ÷ :             | Divisió                                                                                  | 8 : 4 = 2 significa que huit dividit per a quatre és igual a dos. | 100: 4 = 25 |
| / ÷ :             | «dividit entre», «dividit per»                                                           | 8 : 4 = 2 significa que huit dividit per a quatre és igual a dos. | 100: 4 = 25 |
| / ÷ :             | Aritmètica                                                                               | 8 : 4 = 2 significa que huit dividit per a quatre és igual a dos. | 100: 4 = 25 |
| _                 | fracció                                                                                  | {\displaystyle {9 \over 4}} representa la fracció nou quarts. / pot ésser també utilitzat per a representar la divisió. | {\displaystyle {100 \over 25}=4} |
| _                 | «entre»                                                                                  | {\displaystyle {9 \over 4}} representa la fracció nou quarts. / pot ésser també utilitzat per a representar la divisió. | {\displaystyle {100 \over 25}=4} |
| _                 | Aritmètica, nombres                                                                      | {\displaystyle {9 \over 4}} representa la fracció nou quarts. / pot ésser també utilitzat per a representar la divisió. | {\displaystyle {100 \over 25}=4} |
| ≈                 | Aproximació                                                                              | {\displaystyle e\approx 2,718} a menys de 10−2 significa que un valor aproximat d'e a menys de 10−2 és 2,718. | {\displaystyle \pi \approx 3,1415926} a menys de 10−7 . |
| ≈                 | «aproximadament igual a»                                                                 | {\displaystyle e\approx 2,718} a menys de 10−2 significa que un valor aproximat d'e a menys de 10−2 és 2,718. | {\displaystyle \pi \approx 3,1415926} a menys de 10−7 . |
| ≈                 | Nombre real                                                                              | {\displaystyle e\approx 2,718} a menys de 10−2 significa que un valor aproximat d'e a menys de 10−2 és 2,718. | {\displaystyle \pi \approx 3,1415926} a menys de 10−7 . |
| √                 | Arrel quadrada                                                                           | {\displaystyle {\sqrt {x}}} representa el nombre real positiu el quadrat del qual és igual a x. | {\displaystyle {\sqrt {4}}=2} {\displaystyle {\sqrt {x^{2}}}=\left\|x\right\|}                                                                                           |
| √                 | «Arrel quadrada de ...»                                                                  | {\displaystyle {\sqrt {x}}} representa el nombre real positiu el quadrat del qual és igual a x. | {\displaystyle {\sqrt {4}}=2} {\displaystyle {\sqrt {x^{2}}}=\left\|x\right\|}                                                                                           |
| √                 | Nombre                                                                                   | {\displaystyle {\sqrt {x}}} representa el nombre real positiu el quadrat del qual és igual a x. | {\displaystyle {\sqrt {4}}=2} {\displaystyle {\sqrt {x^{2}}}=\left\|x\right\|}                                                                                           |
| ∞                 | Infinit                                                                                  | {\displaystyle +\infty } i {\displaystyle -\infty } són dels elements del conjunt estès de nombres reals. {\displaystyle \infty } apareix en els càlculs dels límits. {\displaystyle \infty } és un punt afegit al pla complex per a rendre-ho isomorf a una esfera (esfera de Riemann) | {\displaystyle \lim _{x\to 0}{1 \over \left\|x\right\|}=\infty } |
| ∞                 | «Infinit»                                                                                | {\displaystyle +\infty } i {\displaystyle -\infty } són dels elements del conjunt estès de nombres reals. {\displaystyle \infty } apareix en els càlculs dels límits. {\displaystyle \infty } és un punt afegit al pla complex per a rendre-ho isomorf a una esfera (esfera de Riemann) | {\displaystyle \lim _{x\to 0}{1 \over \left\|x\right\|}=\infty } |
| ∞                 | Nombre                                                                                   | {\displaystyle +\infty } i {\displaystyle -\infty } són dels elements del conjunt estès de nombres reals. {\displaystyle \infty } apareix en els càlculs dels límits. {\displaystyle \infty } és un punt afegit al pla complex per a rendre-ho isomorf a una esfera (esfera de Riemann) | {\displaystyle \lim _{x\to 0}{1 \over \left\|x\right\|}=\infty } |
| π                 | π                                                                                        | {\displaystyle \pi } és la raó entre la mesura de la circumferència d'un cercle i el seu diàmetre. | {\displaystyle A=\pi \cdot r^{2}} és l'àrea d'un cercle de radi r |
| π                 | «Pi»                                                                                     | {\displaystyle \pi } és la raó entre la mesura de la circumferència d'un cercle i el seu diàmetre. | {\displaystyle A=\pi \cdot r^{2}} és l'àrea d'un cercle de radi r |
| π                 | Geometria euclidiana                                                                     | {\displaystyle \pi } és la raó entre la mesura de la circumferència d'un cercle i el seu diàmetre. | {\displaystyle A=\pi \cdot r^{2}} és l'àrea d'un cercle de radi r |
| \|\| \|\|         | Norma                                                                                    | {\displaystyle \Vert x\Vert \,} és la norma de l'element x. | |
| \|\| \|\|         | «Norma de...»                                                                            | {\displaystyle \Vert x\Vert \,} és la norma de l'element x. | |
| \|\| \|\|         | Àlgebra lineal Anàlisi funcional                                                         | {\displaystyle \Vert x\Vert \,} és la norma de l'element x. | |
| \| \|             | Valor absolut; mòdul d'un nombre complex; o cardinalitat d'un conjunt                    | {\displaystyle \left\|x\right\|} indica el valor absolut de x (o el mòdul de x). {\displaystyle \|A\|} indica la cardinalitat del conjunt A i representa, quan A és finit, el nombre d'elements de A. | {\displaystyle \left\|a+b\cdot i\right\|={\sqrt {a^{2}+b^{2}}}} |
| \| \|             | «Valor absolut» o «mòdul d'un nombre complex» o «cardinalitat d'un conjunt»              | {\displaystyle \left\|x\right\|} indica el valor absolut de x (o el mòdul de x). {\displaystyle \|A\|} indica la cardinalitat del conjunt A i representa, quan A és finit, el nombre d'elements de A. | {\displaystyle \left\|a+b\cdot i\right\|={\sqrt {a^{2}+b^{2}}}} |
| \| \|             | Nombre o Teoria de conjunts                                                              | {\displaystyle \left\|x\right\|} indica el valor absolut de x (o el mòdul de x). {\displaystyle \|A\|} indica la cardinalitat del conjunt A i representa, quan A és finit, el nombre d'elements de A. | {\displaystyle \left\|a+b\cdot i\right\|={\sqrt {a^{2}+b^{2}}}} |
| ∑                 | Sumatori                                                                                 | {\displaystyle \sum _{k=1}^{n}a_{k}} significa «suma dels ak per a k des de 1 fins a n», i representa a1 + a₂ + ... + an | {\displaystyle \sum _{k=1}^{4}k^{2}=1^{2}+2^{2}+3^{2}+4^{2}=30} |
| ∑                 | «Suma de ... per a ... de ... a ...»                                                     | {\displaystyle \sum _{k=1}^{n}a_{k}} significa «suma dels ak per a k des de 1 fins a n», i representa a1 + a₂ + ... + an | {\displaystyle \sum _{k=1}^{4}k^{2}=1^{2}+2^{2}+3^{2}+4^{2}=30} |
| ∑                 | Aritmètica                                                                               | {\displaystyle \sum _{k=1}^{n}a_{k}} significa «suma dels ak per a k des de 1 fins a n», i representa a1 + a₂ + ... + an | {\displaystyle \sum _{k=1}^{4}k^{2}=1^{2}+2^{2}+3^{2}+4^{2}=30} |
| ∏                 | Productori                                                                               | {\displaystyle \prod _{k=1}^{n}a_{k}} significa «producte de ak per a k des de 1 fins a n», i representa : a1·a₂·...·an | {\displaystyle \prod _{k=1}^{4}(k+2)=3\times 4\times 5\times 6=360} |
| ∏                 | «Producte de .. per a .. de .. a ..»                                                     | {\displaystyle \prod _{k=1}^{n}a_{k}} significa «producte de ak per a k des de 1 fins a n», i representa : a1·a₂·...·an | {\displaystyle \prod _{k=1}^{4}(k+2)=3\times 4\times 5\times 6=360} |
| ∏                 | Aritmètica                                                                               | {\displaystyle \prod _{k=1}^{n}a_{k}} significa «producte de ak per a k des de 1 fins a n», i representa : a1·a₂·...·an | {\displaystyle \prod _{k=1}^{4}(k+2)=3\times 4\times 5\times 6=360} |
| !                 | Factorial                                                                                | {\displaystyle n!} significa el producte {\displaystyle 1\cdot 2\cdot \ldots \cdot n} | {\displaystyle 4!=1\cdot 2\cdot 3\cdot 4=24} |
| !                 | «El factorial de n»                                                                      | {\displaystyle n!} significa el producte {\displaystyle 1\cdot 2\cdot \ldots \cdot n} | {\displaystyle 4!=1\cdot 2\cdot 3\cdot 4=24} |
| !                 | Combinatòria                                                                             | {\displaystyle n!} significa el producte {\displaystyle 1\cdot 2\cdot \ldots \cdot n} | {\displaystyle 4!=1\cdot 2\cdot 3\cdot 4=24} |
| ′                 | Derivada                                                                                 | {\displaystyle f^{\prime }(x)} significa «derivada de f en x», i representa la inclinació de la tangent al gràfic de f en (x,f(x)). | Si {\displaystyle f(x)=x^{2}}, llavors {\displaystyle f^{\prime }(x)=2x}                                                                                                 |
| ′                 | «Derivada de ... en ...»                                                                 | {\displaystyle f^{\prime }(x)} significa «derivada de f en x», i representa la inclinació de la tangent al gràfic de f en (x,f(x)). | Si {\displaystyle f(x)=x^{2}}, llavors {\displaystyle f^{\prime }(x)=2x}                                                                                                 |
| ′                 | Anàlisi                                                                                  | {\displaystyle f^{\prime }(x)} significa «derivada de f en x», i representa la inclinació de la tangent al gràfic de f en (x,f(x)). | Si {\displaystyle f(x)=x^{2}}, llavors {\displaystyle f^{\prime }(x)=2x}                                                                                                 |
| ∂                 | Derivada parcial                                                                         | Amb {\displaystyle f(x_{1},x_{2}....x_{n})}, {\displaystyle {\partial f \over \partial {x}_{i}}} significa la derivada de f respecte a xi», amb les altres variables tingudes constants. | Si {\displaystyle f(x,y,z)=x^{2}y+3z}, llavors {\displaystyle {\partial f \over \partial {x}}=2xy}                                                                       |
| ∂                 | «Derivada parcial respecte a ... de ... en ...»                                          | Amb {\displaystyle f(x_{1},x_{2}....x_{n})}, {\displaystyle {\partial f \over \partial {x}_{i}}} significa la derivada de f respecte a xi», amb les altres variables tingudes constants. | Si {\displaystyle f(x,y,z)=x^{2}y+3z}, llavors {\displaystyle {\partial f \over \partial {x}}=2xy}                                                                       |
| ∂                 | Anàlisi                                                                                  | Amb {\displaystyle f(x_{1},x_{2}....x_{n})}, {\displaystyle {\partial f \over \partial {x}_{i}}} significa la derivada de f respecte a xi», amb les altres variables tingudes constants. | Si {\displaystyle f(x,y,z)=x^{2}y+3z}, llavors {\displaystyle {\partial f \over \partial {x}}=2xy}                                                                       |
| ∂                 | Frontera                                                                                 | Amb {\displaystyle {\partial }A} s'individualitza la frontera del conjunt A. | Si {\displaystyle {\mathbb {D} }=\{z\in {\mathbb {C} }:\vert z\vert \leq 1\}}, llavors {\displaystyle {\partial {\mathbb {D} }}=\{z\in {\mathbb {C} }:\vert z\vert =1\}} |
| ∂                 | «Frontera de ...»                                                                        | Amb {\displaystyle {\partial }A} s'individualitza la frontera del conjunt A. | Si {\displaystyle {\mathbb {D} }=\{z\in {\mathbb {C} }:\vert z\vert \leq 1\}}, llavors {\displaystyle {\partial {\mathbb {D} }}=\{z\in {\mathbb {C} }:\vert z\vert =1\}} |
| ∂                 | Anàlisi, topologia                                                                       | Amb {\displaystyle {\partial }A} s'individualitza la frontera del conjunt A. | Si {\displaystyle {\mathbb {D} }=\{z\in {\mathbb {C} }:\vert z\vert \leq 1\}}, llavors {\displaystyle {\partial {\mathbb {D} }}=\{z\in {\mathbb {C} }:\vert z\vert =1\}} |
| ∫                 | Integral                                                                                 | {\displaystyle \int _{a}^{b}f(x)dx} significa «Integral de a a b de f de x dx», i representa l'àrea del domini delimitat mitjançant el gràfic de f, l'eix de les abscisses i les rectes d'equació x = a i x = b {\displaystyle \int f(x)dx} significa «integral de f de x dx, i representa una primitiva de f | {\displaystyle \int _{0}^{b}x^{2}dx=b^{3}/3} {\displaystyle \int x^{2}dx=x^{3}/3}                                                                                        |
| ∫                 | «Integral (de .. a ..) de .. d-..»                                                       | {\displaystyle \int _{a}^{b}f(x)dx} significa «Integral de a a b de f de x dx», i representa l'àrea del domini delimitat mitjançant el gràfic de f, l'eix de les abscisses i les rectes d'equació x = a i x = b {\displaystyle \int f(x)dx} significa «integral de f de x dx, i representa una primitiva de f | {\displaystyle \int _{0}^{b}x^{2}dx=b^{3}/3} {\displaystyle \int x^{2}dx=x^{3}/3}                                                                                        |
| ∫                 | Anàlisi                                                                                  | {\displaystyle \int _{a}^{b}f(x)dx} significa «Integral de a a b de f de x dx», i representa l'àrea del domini delimitat mitjançant el gràfic de f, l'eix de les abscisses i les rectes d'equació x = a i x = b {\displaystyle \int f(x)dx} significa «integral de f de x dx, i representa una primitiva de f | {\displaystyle \int _{0}^{b}x^{2}dx=b^{3}/3} {\displaystyle \int x^{2}dx=x^{3}/3}                                                                                        |
| ∇                 | Gradient                                                                                 | {\displaystyle \nabla f} és el vector de les derivades parcials {\displaystyle \left({\frac {\partial f}{\partial x_{1}}}...{\frac {\partial f}{\partial x_{n}}}\right)} | Si {\displaystyle f(x,y,z)=3xy+z^{2}} llavors {\displaystyle \nabla f(x,y,z)=(3y,3x,2z)}.                                                                                |
| ∇                 | «Gradient de»                                                                            | {\displaystyle \nabla f} és el vector de les derivades parcials {\displaystyle \left({\frac {\partial f}{\partial x_{1}}}...{\frac {\partial f}{\partial x_{n}}}\right)} | Si {\displaystyle f(x,y,z)=3xy+z^{2}} llavors {\displaystyle \nabla f(x,y,z)=(3y,3x,2z)}.                                                                                |
| ∇                 | Anàlisi                                                                                  | {\displaystyle \nabla f} és el vector de les derivades parcials {\displaystyle \left({\frac {\partial f}{\partial x_{1}}}...{\frac {\partial f}{\partial x_{n}}}\right)} | Si {\displaystyle f(x,y,z)=3xy+z^{2}} llavors {\displaystyle \nabla f(x,y,z)=(3y,3x,2z)}.                                                                                |